# 冬夜
《冬夜》是白先勇早期的短篇小說，於1970年在《現代文學》第四十一期發表。後來收錄於小說集《臺北人》中。小說以兩位主角對談和回憶的方式，展示了幾位曾參加「五四運動」的北大學生之遭遇和轉變。歐陽子認為《冬夜》很可能是《臺北人》裡最受注意和歡迎的一篇。

## 內容簡介
國際歷史權威吳柱國由美國到台灣作學術演講，順道探訪已闊別廿載的北大老同學余嶔磊，兩人傾談中說起那些曾一起參與「五四運動」的同學之往事和近況......
1919年5月4日，余嶔磊、吳柱國、賈宜生、邵子奇、陸沖、陳雄等是在北京大學讀書的青年學生，他們滿腔熱血，「五四運動」時，賈宜生割破指頭，在牆上寫上「還我青島」的血書；陳雄身穿喪服，舉起「曹陸章遺臭萬年」的輓聯在街上遊行。余嶔磊和吳柱國更帶頭參與了「火燒趙家樓」行動，吳柱國扛著大旗領隊遊行，跟警察打架時連眼鏡也打掉。余嶔磊是第一個爬進交通總長曹汝霖家的學生，他擠脫了鞋子，赤腳在曹家四處放火，吳柱國領頭打駐日公使章宗祥，學生們因此入獄，被囚在北京大學的法學院裡。
余嶔磊在運動中結識了女師大的校花雅馨，並結成了夫婦，余之後在北京大學教書。北平陷落了的前一年，吳柱國出國，余嶔磊餞行，怎料一別二十載。余嶔磊移居台灣後，在台灣一間大學教授英國浪漫文學，專研拜倫，修讀的只剩下女學生。
當年穿喪服舉輓聯遊行的陳雄，成了勾結日本的大漢奸，被槍斃了。陸沖留在大陸，曾經參與「打倒孔家店」運動，在「反右運動」時被北大學生清算，他的《中國哲學史》受指為孔教作倀，逼他寫悔過書認錯，性格剛烈的陸沖於是當場跳樓自盡。當年參加「勵志社」帶頭宣讀「二十年不做官」誓言的邵子奇，後來當了官。「五四」時寫血書的賈宜生，在台灣的大學教授中國思想史，他生活貧困，上個月他回學校兼夜課時，在學校門跌倒傷重不治，安葬費還要由老朋友拼湊。
遠走美國的吳柱國，在加大教授歷史，成為了國際歷史權威，但他從來不講民國史，有次有個美國畢業生批評參與「五四運動」的學生，指他們推翻孔制後，開始精神上自我放逐，有人投入極權懷抱，有人重回殘破的傳統，有人逃奔海外，對此吳柱國沒作出回應。他內疚自己做了幾十年的逃兵，自愧不如甘於清苦仍堅守國內教育崗位的余嶔磊和賈宜生，自己只是為了應付美國大學的著作要求而出版一些中國歷史論文，滿紙空話，有點像拼命向外國人吹噓陳年往事的白髮宮女。
但余嶔磊卻表示，其實自己和賈宜生一直想方法爭取出國教書賺錢的機會，他本來爭到了哈佛大學的福特獎金，不料在車禍中斷了腿，臥床五個月後獎金被取消。他對賈宜生心懷愧疚，因為他受傷後若主動放棄，賈宜生可能會得到這奬金。最後，余嶔磊請吳柱國幫助他赴美教書賺錢，即使轉教中文放棄拜倫也無所謂。

## 小說人物
| 人物   | 簡介 |
| 余嶔磊 | 余教授，五四運動時帶頭參與火燒趙家樓行動。後居台灣，在大學教拜倫。和已故的原配雅馨育有二子，長子已到外國讀工程。 |
| 雅馨   | 余嶔磊已故的妻子，當年的女師大校花，二人因五四運動認識。她臨終時希望兩個兒子得到最好的教育。                     |
| 余太太 | 余嶔磊的續弦妻子，經常到隔壁蕭教授家打麻將。                                                                     |
| 余俊彥 | 余嶔磊和雅馨的幼子，樣貌像年輕時的余嶔磊 。希望留學讀理工。                                                      |
| 吳柱國 | 余嶔磊的北大同學，五四運動時領頭打駐日公使。後赴美，在加大教歷史，成為國際歷史權威。                             |
| 邵子奇 | 余嶔磊的北大同學，參加「勵志社」時帶頭宣誓「二十年不做官」，現在當官。                                           |
| 賈宜生 | 余嶔磊的北大同學，五四運動時寫血書抗議。後來在台灣的大學教授中國思想史，生活貧困，上個月去世。                   |
| 陳雄   | 余嶔磊的北大同學，五四運動時穿喪服舉輓聯遊行。後來成了大漢奸，被槍斃。                                           |
| 陸沖   | 余嶔磊的北大同學，留在大陸，在「反右運動」時被清算，憤而跳樓自盡。                                               |
| 穎芬   | 吳柱國之妻，已故，兩人沒有兒女。                                                                                 |